# 羽黒山のスギ並木

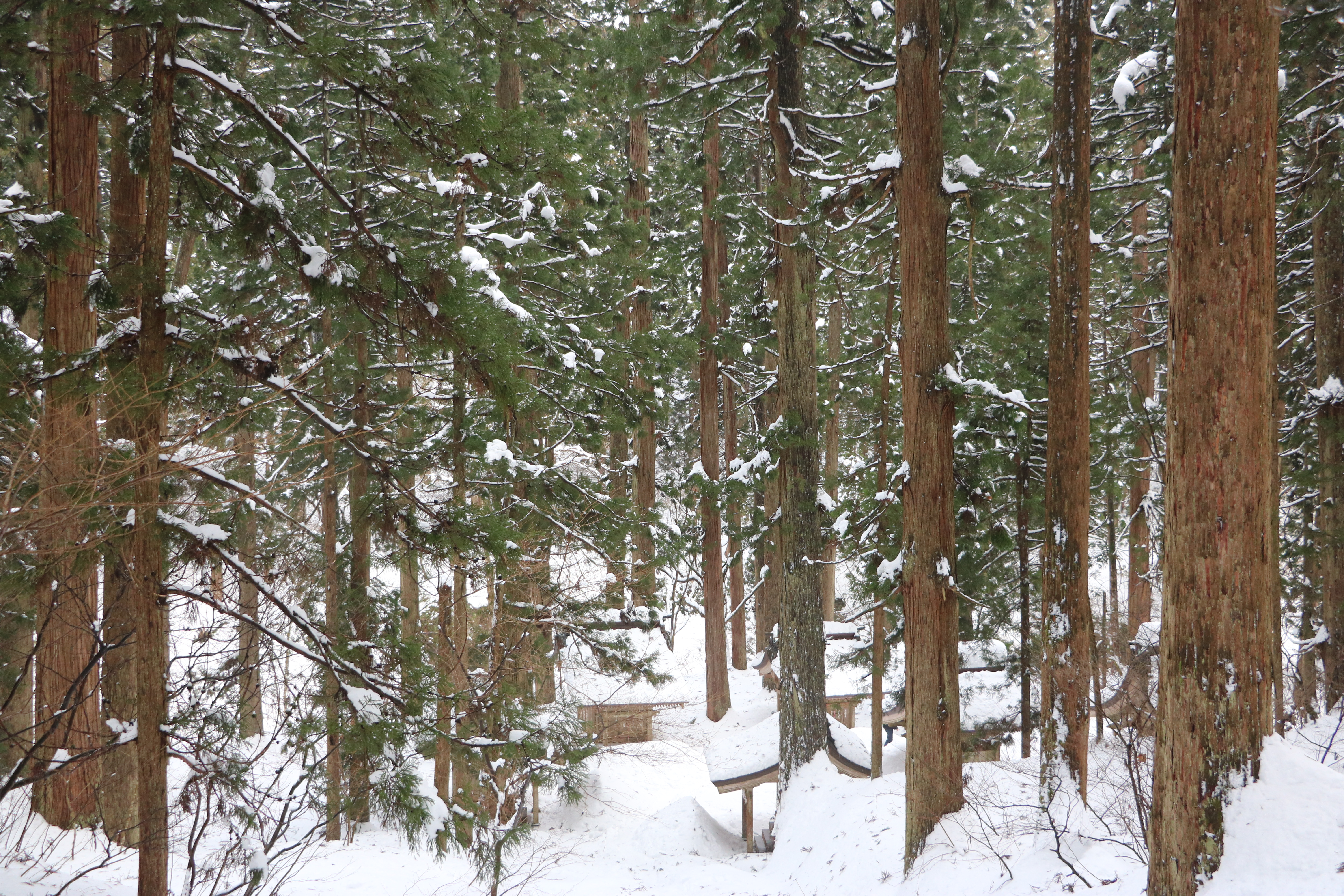
雪景色の羽黒山のスギ並木。
2022年1月23日撮影。

羽黒山のスギ並木（はぐろさんのスギなみき）は、山形県鶴岡市羽黒町手向（とうげ）にある、国の特別天然記念物に指定された杉並木である。
出羽三山神社社務所前にある隋身門から羽黒山山頂にある三神合祭殿までの、標高差約300メートル、片道約1.7キロメートルにおよぶ江戸時代初期に造られた古い2446段の石段がつづく参道の両側に、樹齢350年から500年以上と推定される585本（本数については諸説あり後述する）もの、直立する樹高の高いスギの巨樹が立ち並ぶ日本国内有数の規模を誇る杉並木であり、1951年（昭和26年）6月9日に国の天然記念物に指定され、4年後の1955年（昭和30年）8月13日に国の特別天然記念物に格上げされた。
羽黒山のスギ並木は、2009年（平成21年）に出版された日本の観光地を案内する『ミシュラン・グリーンガイド・ジャポン・Guide vert』で「わざわざ訪れる価値がある」とされる、3つ星の評価を獲得している。
国の特別天然記念物に指定された杉並木は、本記事で解説する「羽黒山のスギ並木」と、栃木県にある「日光杉並木（指定名称、日光杉並木街道 附 並木寄進碑）」の2件のみである。

## 解説

### 杉並木の由緒経歴

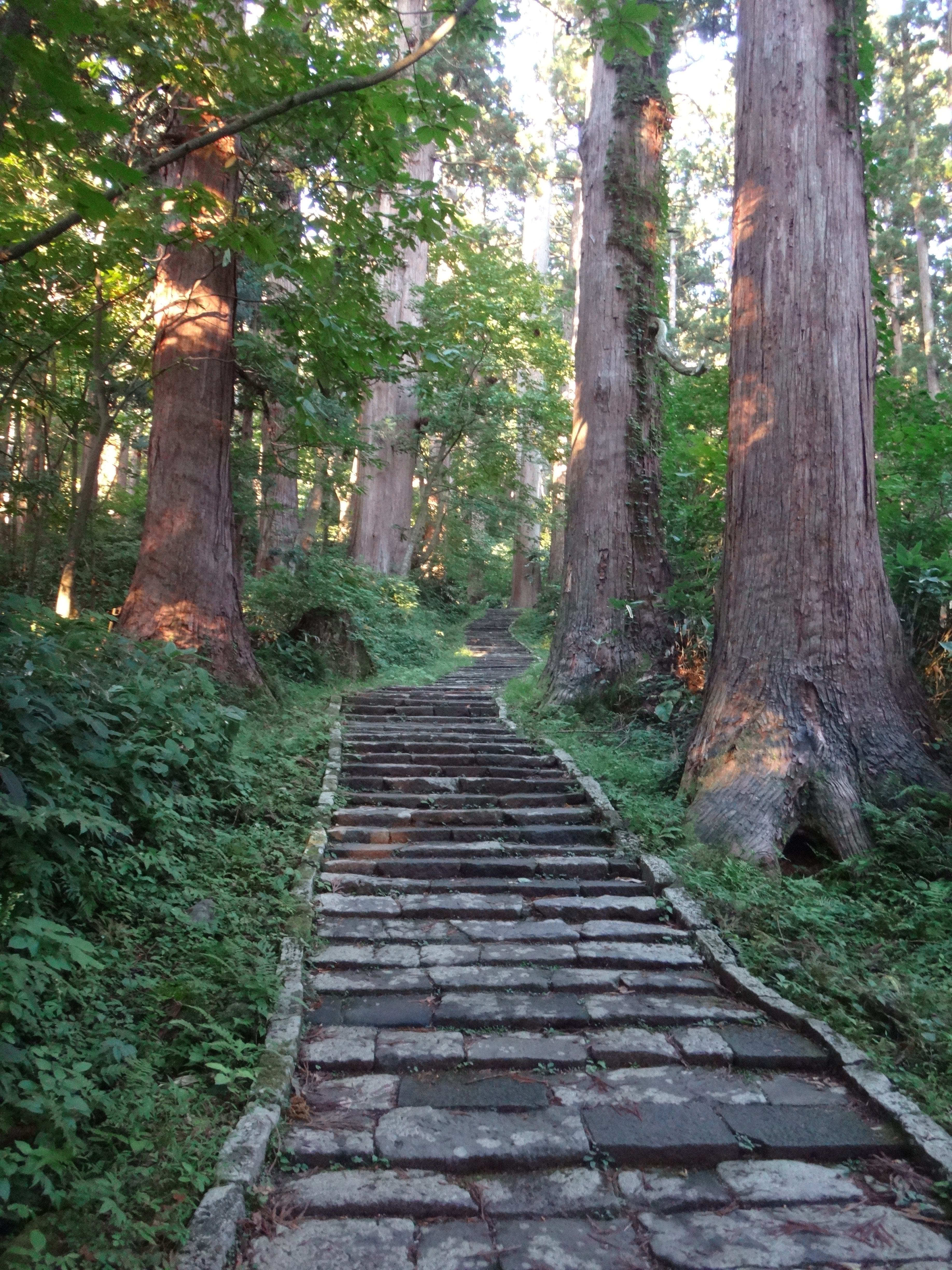
羽黒山のスギ並木。
2015年9月15日撮影。

羽黒山のスギ並木は、信仰の山で知られる羽黒山の参道の古い石段にある杉並木で、出羽三山神社社務所前にある隋身門から羽黒山山頂にある三神合祭殿手前鳥居（厳嶋社の前）までの、標高差約300メートル、片道約1.7キロメートルにおよぶ2446段の石段がつづく参道の両側に、樹齢350年から500年以上と推定される585本、あるいは400本以上ももの直立する樹高の高いスギの巨樹が立ち並ぶ日本国内有数の規模を誇る杉並木であり、1951年（昭和26年）6月9日に国の天然記念物に指定され、4年後の1955年（昭和30年）8月13日に国の特別天然記念物に格上げされた。
羽黒山一帯はもともと鬱蒼とした自然林で覆われ、ブナやナラなどの広葉樹樹に混ざって天然のスギが多数生育していたと考えられている。今日に見られる石段沿いの参道をはじめ羽黒山の山内に残存するスギの巨樹は、信仰に基づいた先人たちにより数百年単位で守り続けられた手厚い管理の賜物である。特に羽黒山中興の祖と呼ばれる天宥（てんゆう）別当（1600年～1676年）による貢献と業績が高い。
江戸時代初頭の出羽三山は神仏習合の地であり、羽黒山も真言宗の別当寺として宥誉別当が山内を治めていたが、徳川将軍家の庇護を受けるため1641年（寛永18年）に天海の弟子となり天台宗に改宗し、宥誉自身も天海より一字をもらい受け天宥別当となった。天宥別当はそれまで土であった参道に石段を整備し、長く続く石段の両側にスギを植え手厚く保護するとともに、生育状況のよくないスギを間引いて何度も植え替た。さらに参拝者たちが身を清める祓川（はらいがわ）の川底から平らな石を集めて塩水で清め、1つ1つの石の表面に墨で法華経を書いて参道沿いに埋め、その上にスギを植え続けたと伝えられている。以降も武家や一般の民衆を問わず多数の寄進により杉が奉納され続け、元禄年間（1688年～1704年）には秋田矢島藩藩主（矢島生駒家、正確には交代寄合）の奉納による植樹も行われ、山頂の鳥居の近くに「奉納杉一万本」の石碑が建立されている。
麓の門前町として栄えた手向（とうげ）地区にある隋身門をくぐると、参道は秡川の谷間に下るため継子坂（まなこざか）と呼ばれる石段の下り坂になるが、この継子坂からスギの巨樹が両側に鬱蒼と空高くそびえ立っている。秡川に架かる赤塗の橋を渡ると、国の天然記念物として単独に指定されている爺スギと国宝の羽黒山五重塔が左側にあり、この付近から徐々に登り坂になる。
この杉並木のある石段は麓側から、一の坂、二の坂、三の坂と呼ばれ、その中でも二の坂は最も急勾配であり、かつて源義経から羽黒山へ寄進する油を運んだ武蔵坊弁慶が、あまりの急坂に体勢を崩して、油をこぼしてしまったと伝えられており、二の坂は別名「油こぼし」とも呼ばれ、昭和初期の絵葉書にも表記されている。
明治維新後の神仏分離により羽黒山を含む出羽三山が神社になった後も、別当寺の僧侶らは神職に転じ、修験道を中心とした山岳信仰の場として多くの参拝者らの信仰を集め続け、参道の石段両側に続く杉並木も今日に至るまで大切に守り続けられている。

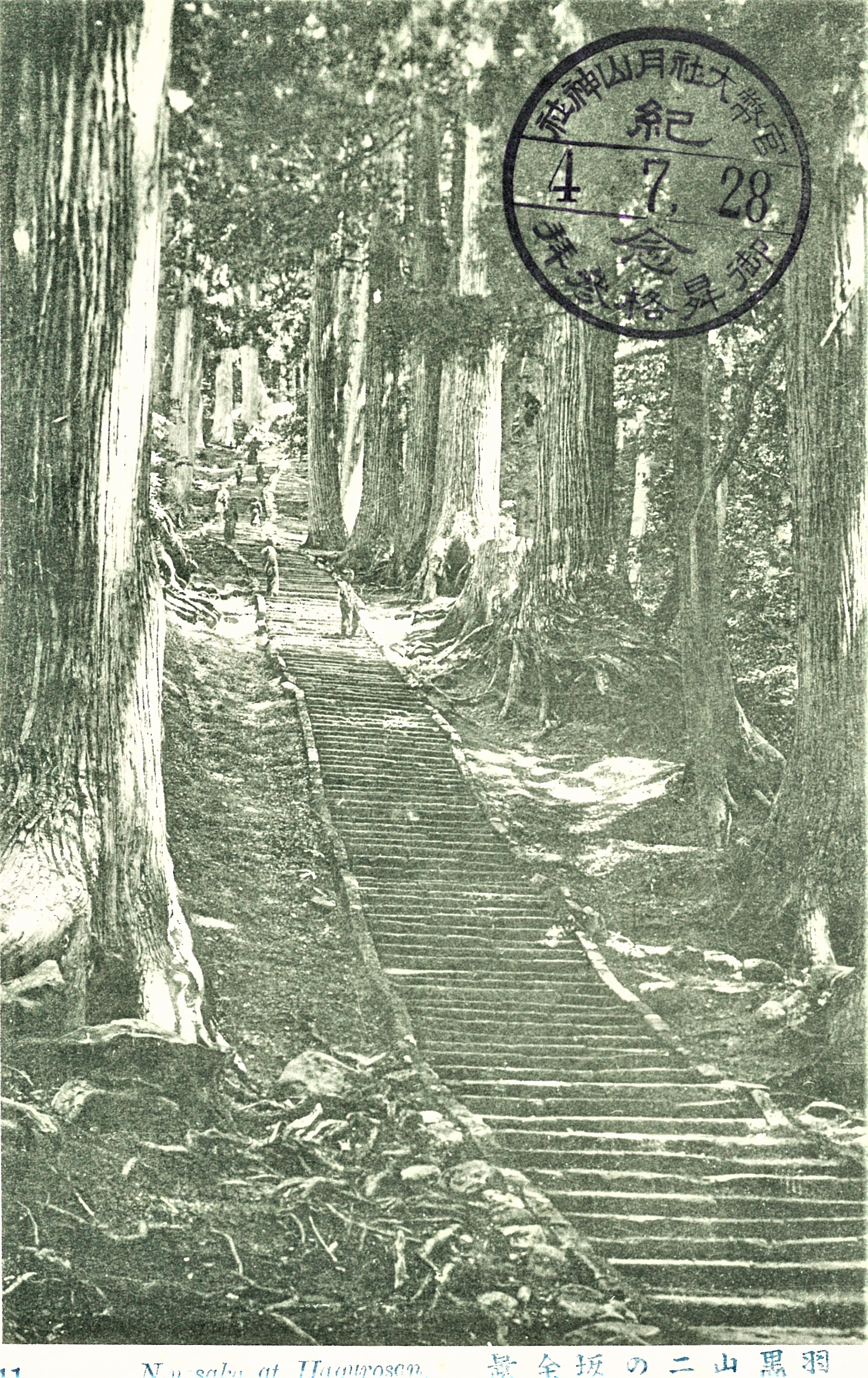
昭和初期の絵葉書。羽黒山二の坂全景と記載され、官幣大社月山神社。昭和4年7月28日付けの参拝紀念印がある。
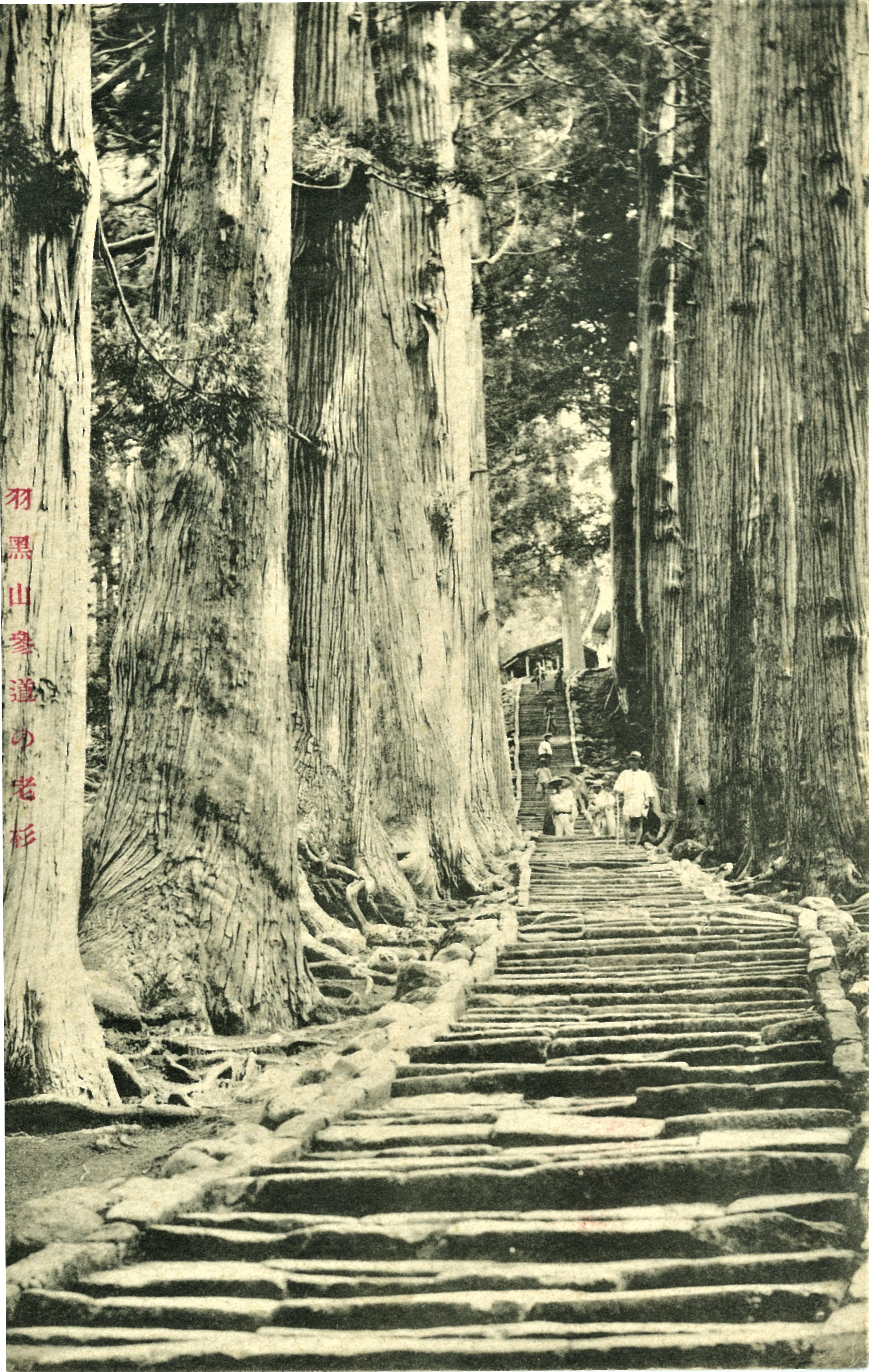
昭和初期の絵葉書。羽黒山参道の老杉と記載されている。
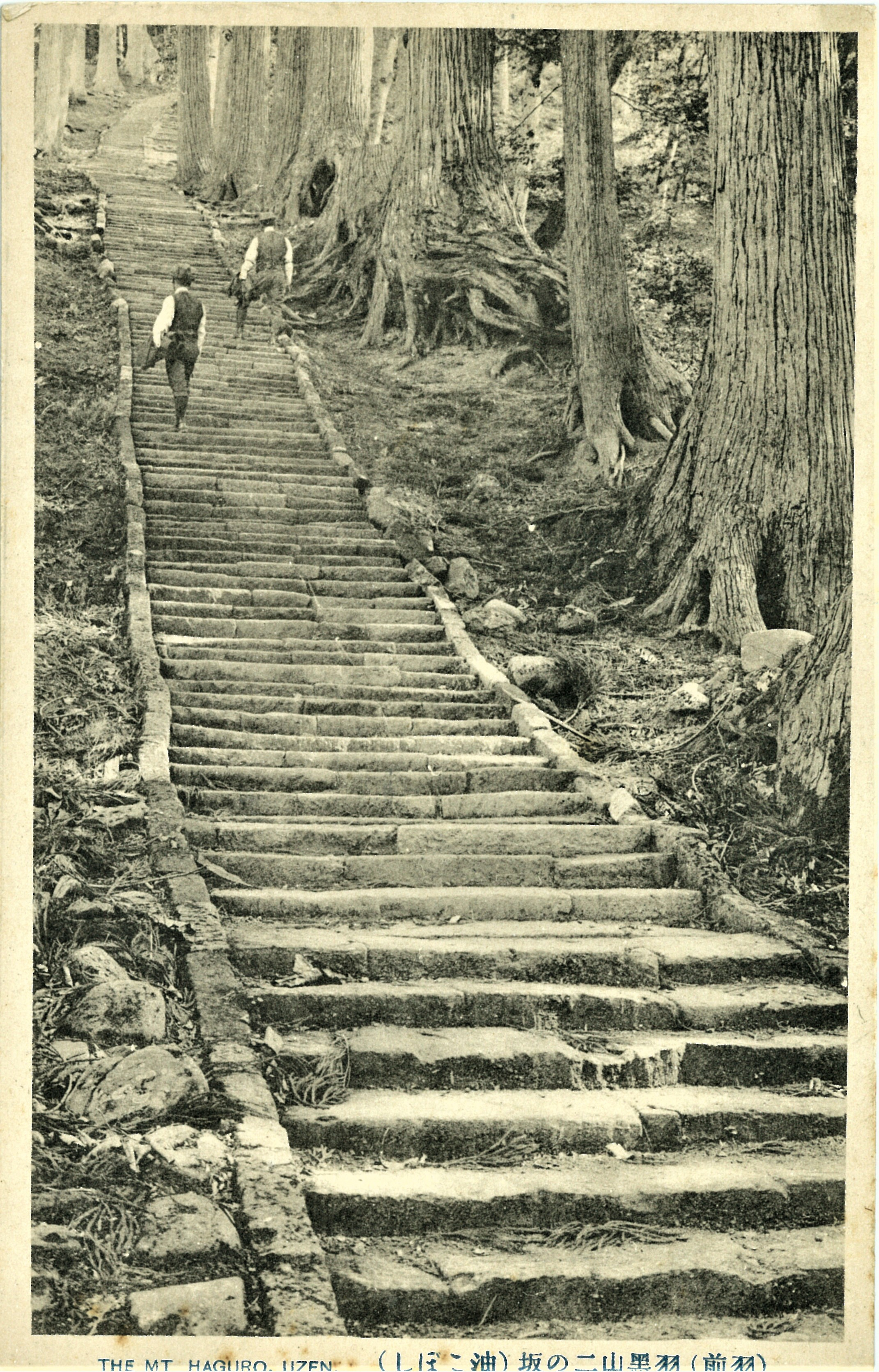
昭和初期の絵葉書。（羽前）二の坂（油こぼし）と記載されている。

### 特別天然記念物の指定

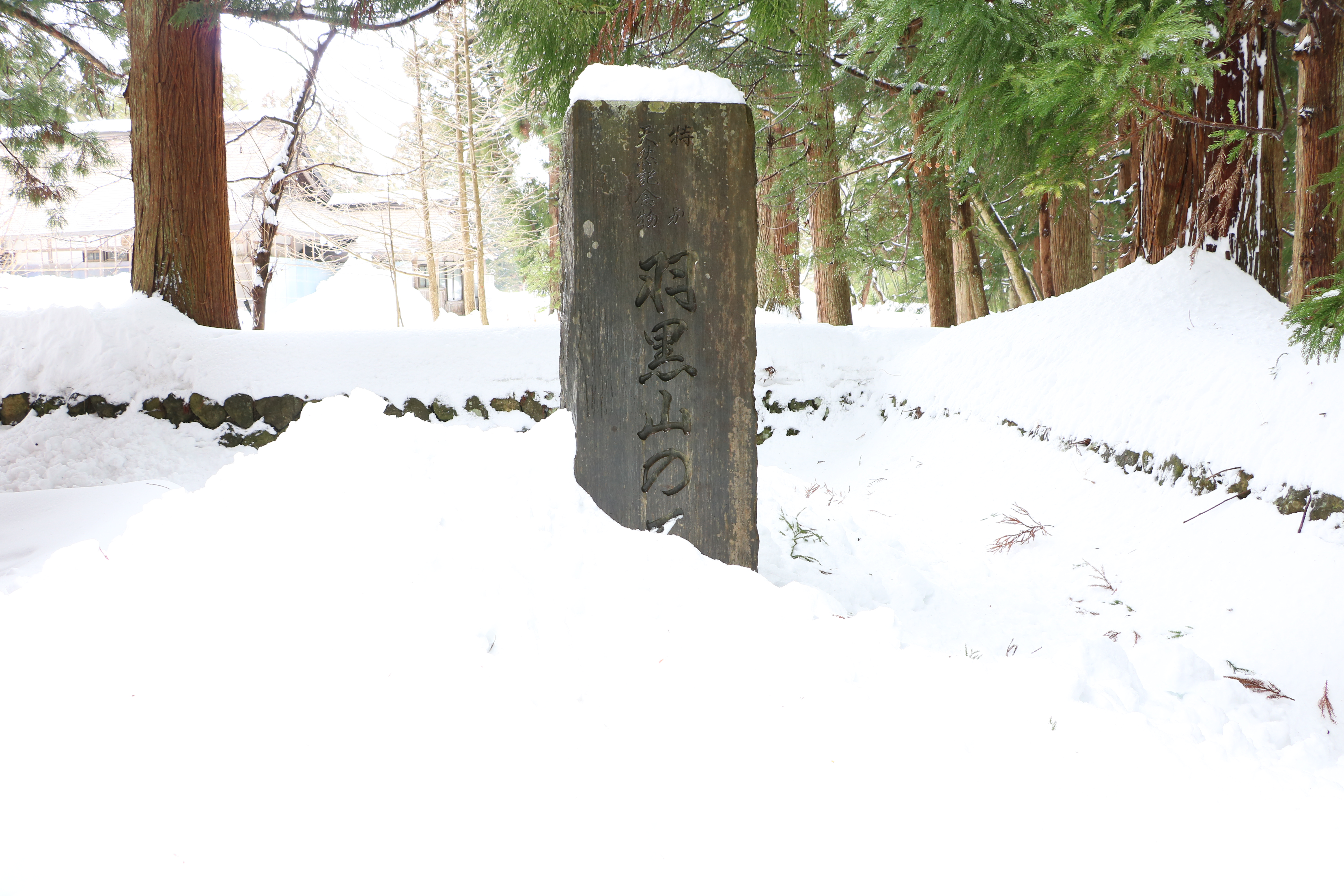
随身門の背後に建てられている特別天然記念物指定の石碑。2022年1月23日撮影。

羽黒山の麓の随身門から山頂の出羽神社にかけた広大な境内一帯は、古くより神域として守り続けられてきたため、巨樹や老樹が多数生育する緑豊かな自然環境が維持されており、山内に所在する「羽黒山のスギ並木」「羽黒山の爺スギ」「南谷のカスミザクラ」の3件が1951年（昭和26年）6月9日の同日、それぞれ国の天然記念物に指定された。なお、羽黒山の爺スギは、羽黒山のスギ並木のある参道石段に隣接した場所に生育しているが、杉並木とは別の単独の物件として指定されている。
羽黒山の山内に3件ある国の天然記念物のうち「羽黒山のスギ並木」は特に見事な景観で、歴史ある石段の両側に数百本ものスギの巨樹が直立した並木を形成する他に類を見ないものであり、指定から約4年後の1955年（昭和30年）8月13日には特別天然記念物に格上げされた。文化財目録によると、特別天然記念物として指定を受けているのは「山麓随身門から山頂鳥居まで羽黒山参道の中心線の両側8.2メートルの地域内」にあるスギで、総本数は580本、植樹されてから350年を超えた老樹のみとされている。また、文化庁のデータベースによれば、随身門から一の坂、二の坂、三の坂の1.7キロメートルのうち、右側に284本、左側に301本の合計585本とされている。
しかし、参道の石段は江戸初期に人力によって造成された歴史的なもので、屈曲した場所が何カ所もあり、規格や幅員も一律ではないため、参道の中心線から両側8.2メートルの範囲を厳密に規定することは出来ない。また、スギの老樹は1つの株立ちから複数の幹が立ち上がる多幹形のものが多く、このような株を1本として数えるのか複数本として数えるのかなど、本数をカウントする基準が曖昧であるため、特別天然記念物の正確な指定本数について定義させることは難しい。
また、指定された1955年以降の台風や温帯低気圧の強風により、多くのスギが倒伏する被害を受けて指定樹の本数は減少しており、杉並木を所有管理する出羽三山神社が1992年（平成4年）にまとめた『平成3年台風19号災害復旧 保存修理事業報告書』によれば、特別天然記念物の範囲を「随身門より羽黒山山頂三神合祭殿へ通じる表参道1.8キロメートルの両側に植生する樹齢約500年から350年、平均胸高直径1メートル、樹高40メートルの杉、450本よりなる並木」とされている。

### 強風による倒木被害

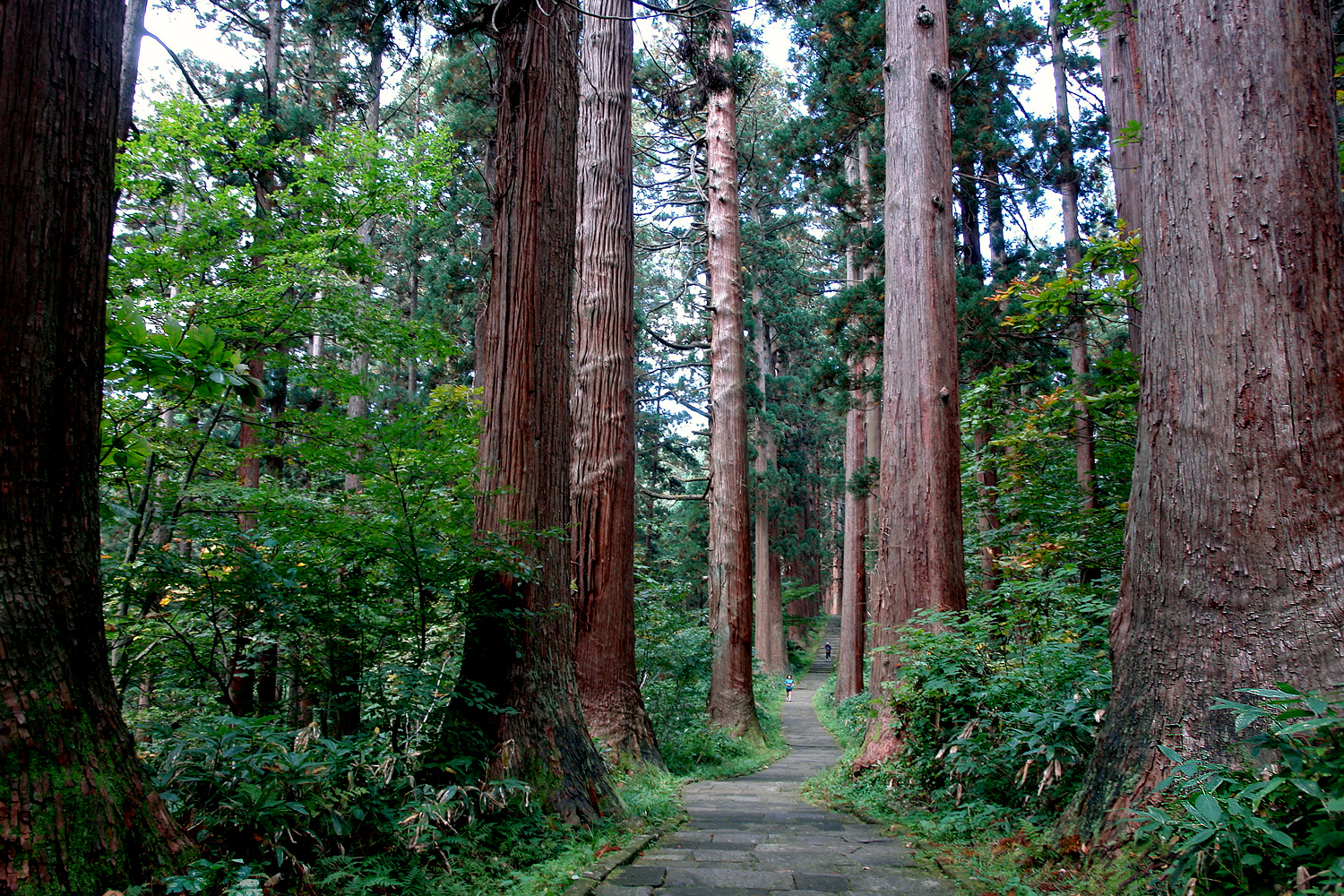
羽黒山のスギ並木。2006年10月15日撮影。

羽黒山の所在する庄内地方は日本海に面し、冬季には海のある西から東へ向かって強い季節風が吹く地域であり、海岸沿いの砂丘には古くから大規模な防風林が造成されているが、羽黒山のスギ並木は海岸線からは離れた場所にあるため、冬季の季節風による強風を直接受けることは少なく、樹齢300年を超す個体が数百本も残されている。ただし、これまで強風による被害がまったく無かったわけではなく、何度か大きな被害を受けている。
羽黒山のスギ並木における強風による被害は、冬季の季節風によるものではなく、台風によるものがほとんどで、記録に残る最も古いものは、1959年（昭和34年）9月27日未明に庄内地方を襲った伊勢湾台風によるもので、羽黒山に当時最も近い測候所であった酒田測候所（2009年無人化により酒田特別地域気象観測所と名称変更）では、同日の午前6時に最大瞬間風速37.5メートルを観測しており、羽黒山中でも大きな被害が生じ、前述の出羽三山神社の報告書の中でも、伊勢湾台風以降、立ち枯れや風害による毀損が急増していると指摘されている。
羽黒山のスギ並木で最も被害が大きかった強風は、伊勢湾台風から約2年後の1961年（昭和36年）9月17日に庄内地方を襲った第2室戸台風によるもので、同日の午後9時頃から夜半にかけ庄内地方で強風が吹き荒れ、酒田測候所で午後10時40分に北西の最大瞬間風速49メートルを記録し、羽黒山のスギ並木も多数の巨樹が倒れ参道を塞いだという。いずれの台風も庄内沖の日本海海上を高速で通過しているが、一般的に台風は進路の右側では台風自体の左回りの大気の流れの速度に移動速度が加わり、地上部での風速は進路の左側よりも右側が大きくなるため、強風の被害は台風の南東側地域で拡大するケースが多く、羽黒山も台風の進路から見て右側の南東側にあたっていたため、被害が拡大したものと考えられている。
特別天然記念物に指定された当初は580本または585本とされたスギの巨樹は、2度の大きな台風被害を受けた後の1965年（昭和40年）頃の調査で508本、その後（具体的な年は不詳）の調査では480本くらいにまで減少したとされるが、前述の通り本数の数え方に基準がないため、もともと本数は曖昧であった。
羽黒山のスギ並木は国の特別天然記念物であるが、調査研究論文は数が少なく、山形大学農学部の須藤昭二ほか2名による『羽黒山参道スギ並木の更新に関する調査研究』と、鶴岡工業高等専門学校の木村正好による『台風19号による羽黒山でのスギ被害について』等があるものの、国の特別天然記念物に指定されている残存するスギの個体数についての記録は長期間存在しなかった。
1990年（平成2年）から翌1991年（平成3年）にかけ、羽黒山一帯の樹木は暴風による被害を立て続けに受けた。
まず1990年の被害は、同年11月30日に和歌山県に上陸した季節外れの平成2年台風第28号が、温帯低気圧に変わった後に起きた暴風によるもので、同日深夜から翌12月1日未明にかけて庄内地方を暴風が吹き荒れ、フェーン現象により山形市では12月の最高気温記録となる20.1度を観測した。羽黒山から西微北方向へ約16キロメートルの距離にある鶴岡工業高等専門学校に設置されている自記風向計および風速計の記録によれば、11月30日の午後9時前後に、最大瞬間風速は30メートルを超しており、風向きは東、翌12月1日の午前8時前後にも同様の風速が記録され、風向は南向きに変わっている。
この暴風により羽黒山の山頂部にある出羽神社（いではじんじゃ）や羽黒山有料道路終点駐車場付近のスギやモミの巨樹15本が倒伏した。被害は主に山頂の東側に集中し、出羽神社三神合祭殿の屋根の茅葺の2か所、計60平方メートルが吹き飛ばされるほどの暴風であったが、倒れた方向はおおむね西方向であったため東風によるものと考えられた。石段の参道は羽黒山山頂から見て西側斜面に位置するため、東からの強風は山頂部の影になり弱まったと考えられ、西側斜面のスギ並木での倒木被害は免れた。
ところが、それから1年も経過しない翌1991年（平成3年）9月27日から9月28日にかけて日本を襲った平成3年台風第19号により、羽黒山のスギ並木は大きな被害を受けてしまう。この台風は非常に強い風が吹き荒れたことで知られ、青森県では収穫直前のリンゴが大打撃を受けたため、俗に「りんご台風」とも呼ばれることとなった典型的な風台風であった。酒田市でも9月28日午前4時20分に、観測史上第2位となる最大瞬間風速45.9メートルを観測し、鶴岡市西部にある善宝寺のスギなど、庄内地方の社寺の巨樹老木が多数倒木し、前年の温帯低気圧による暴風では、かろうじて被害を免れた特別天然記念物の羽黒山のスギ並木も、この暴風では大きな被害を受けた。
被災したスギは山林内の広い範囲にわたり、指定樹以外のスギの巨樹や若い個体も被害を受けたが、天然記念物の指定を受けた範囲で被災したスギは15本で、被害状況の内訳は、根元折れ7本、根返し2本、ひび割れ2本、中折れひび割れ1本、先折れ1本、先折れひび割れ1本、先折れ枝あり1本で、このうち根元折れ7本と根返し2本の合計9本は、復元不可能と判断され残骸が搬出撤去された。残る6本は保存修理が行われている。廃棄処分されたスギの老樹は三の坂あたりに集中し、倒れた方向はおおむね北方向であるため、南風によるものと推察された。
先述したように、庄内地方は冬季の季節風が強い場所であるが、羽黒山のスギ並木は冬季の強風による大きな被害は少ない。庄内地方は冬季だけでなく年間を通じ日本海側から吹く西北西の風が強いが、羽黒山のスギ並木参道はおおむね、この西北西の風向きと平行するような位置関係にあり、西北西の風には比較的強いと考えられている。例えば真冬の発達した低気圧が庄内沖の日本海上を通過した1970年（昭和45年）1月31日に、先述の鶴岡工業高等専門学校に設置されている自記気圧計で、970ヘクトパスカル（当時はミリバール）という、当地においては台風の時でも目にしないような低い気圧を記録する大荒れの天候であったが、この時は羽黒山のスギ並木に目立った被害は発生していない。これらのことから、羽黒山のスギ並木は参道に平行した西よりの風に強く、参道の側面にあたる南からの風には弱いと考えられている。

### 1995年の現状調査による総本数

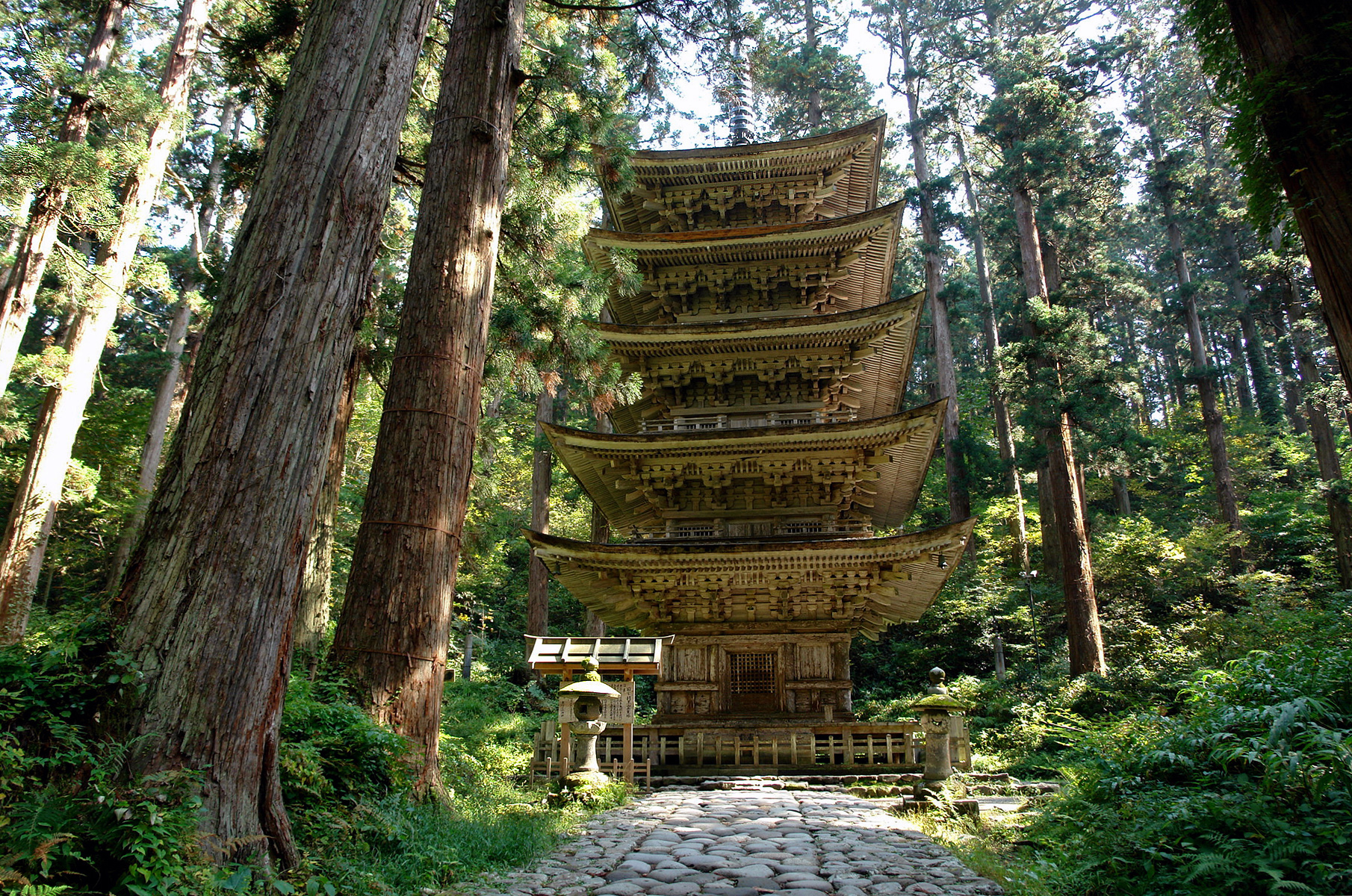
スギ並木に隣接する国宝羽黒山五重塔。このように参道から8.2メートル以内だけでなく、羽黒山山内の広大な一帯が鬱蒼としたスギの巨樹老樹で覆われている。

立て続けに倒木したスギ並木に憂慮した鶴岡工業高等専門学校の木村正義は、現状調査の必要を感じ、1993年（平成5年）の夏から1995年（平成7年）の夏にかけ、1.7キロの参道石段の両側に連なるスギの現状調査を行った。国の特別天然記念物に指定されている羽黒山のスギ並木は、これまで枝張りや、株立ち（多幹形）、根上がり、腐食や内部の空洞の有無、参道の中心からの距離など、詳細な調査は行われていなかったが、木村は本数の確認だけでなく、これらの調査も行った。
先述のとおり、特別天然記念物の指定を受けたスギは、随身門から三神合祭殿手前の鳥居の、参道の中心から両側各8.2メートル以内にあって、かつ植栽されてから350年を経過したもの、と規定されているものの、正確な樹齢には誤差もあり、8.2メートルの境界線上にかかって生育する個体があるなど、厳密にこの規定を現場で当てはめて、指定樹を特定することは困難である。参道周辺は鬱蒼とスギの巨樹がそびえ立ち、8.2メートル以内にある若いスギや、8.2メートル以外にも爺スギなどの巨樹があり、これらが一体となってスギ並木を形成している。
今回の調査で木村は一定の基準を設定し集計を行った。まず幹周りについては、地上から1.3メートルの高さの位置で直接巻き尺を用いて測定し、1つの株から複数の主幹が立ち上がっている多幹形も同じ基準で測定した。これらの多幹形について、もともと1本の株から分かれたものなのか、隣接するスギが成長に伴い合体癒着したものなのか、個体によっては判然とせず、中には2本のスギが高さ数メートルのところでつながった「連理」も存在した。その他、根上がりの状態、参道中心線からの距離、空洞の有無を判定するため幹を叩いて音を調べる等、多岐にわたる調査が行われたが、コスト的にも技術的にも困難な樹高の測定だけは行うことができなかったという。

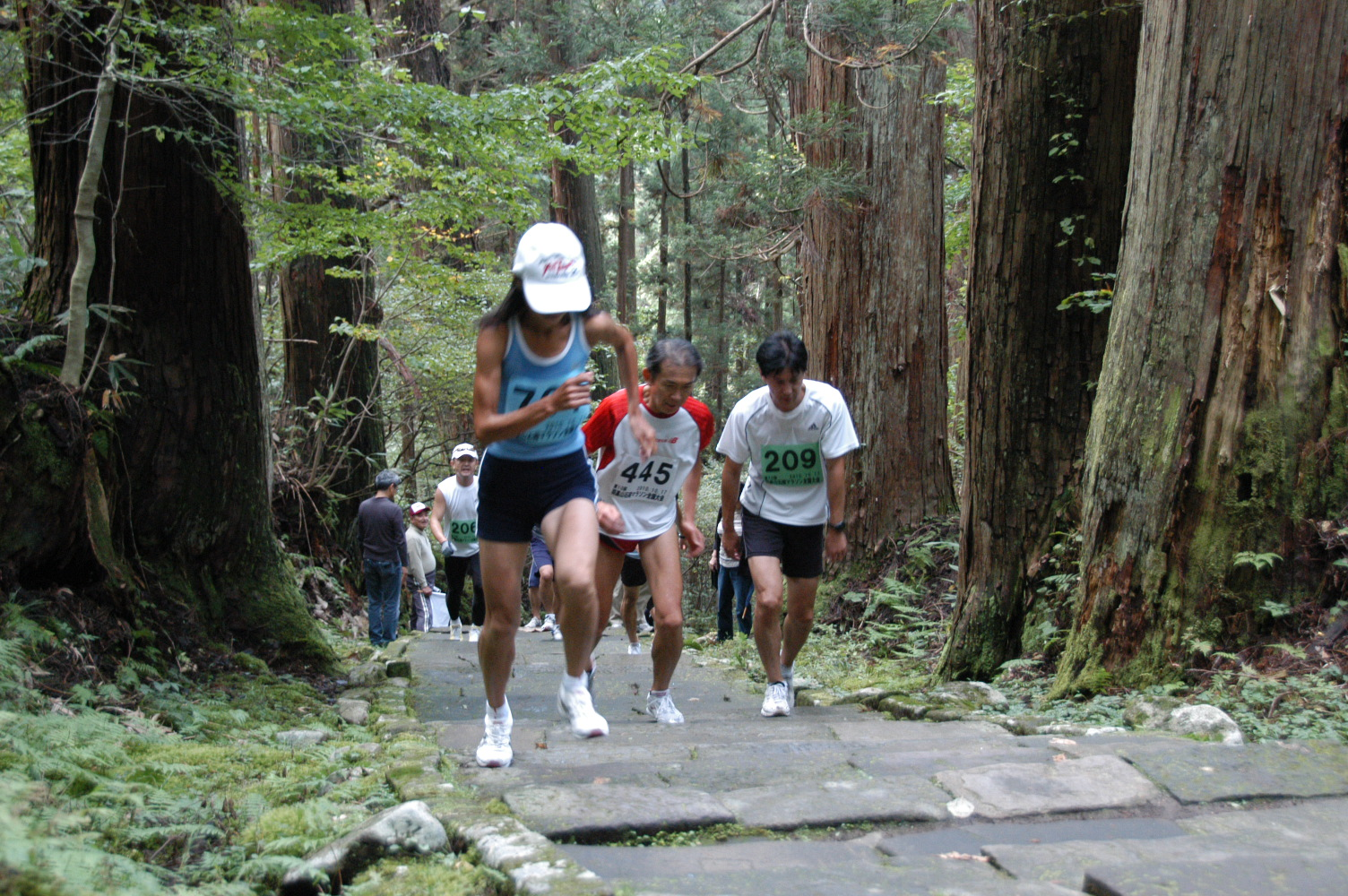
羽黒山石段マラソン全国大会。
2010年10月17日撮影。

足掛け2年にわたる調査で延べ500本のスギが調査され、片道1.7キロメートルにおよぶ参道の両側に並んだ老杉は1本ずつ番号が割り振られ、左右それぞれの詳細な位置図が作成され記録された。その結果、参道中心線から8.2メートル以内（境界線上に跨る個体含む）、地上1.3メートルでの幹周り1.5メートル以上、この2つの条件を持った現存するスギは、山頂に向かって左側が195本、右側が215本、合計410本であった。また、多幹形としてカウントしたスギの場合、8.2メートルより少し離れているもの（幹周り1.5メートル以上）を含めると、左側に36本、右側で21本の合計57本であった。特別天然記念物に含まれるスギの本数を厳密な意味で定義できないものの、1995年の時点で残存する羽黒山のスギ並木のスギは、おおよそ460本前後ということになる。
羽黒山周辺の一帯は冬季の積雪や夏季の降雨により適度な水分を含み、多種多様な広葉樹により肥沃な土地になっているため、スギの生育に適した土壌環境であることにくわえ、神域として数百年にわたり大切に保護されつづけたことで、このような他に類例の少ない老杉の立ち並ぶ自然環境が維持されており、人間の営みと自然とが調和した特別天然記念物であり文化遺産である。
出羽商工会などでつくる実行委員会が主催する羽黒山石段マラソン全国大会が2001年（平成13年）から開催され、参加者は特別天然記念物のスギ並木の2446段の石段を走るなど、羽黒山のスギ並木は修験者や参拝者だけでなく様々な目的で訪れる人が絶えず、同年には環境省によるかおり風景100選のひとつ「羽黒山南谷の蘚苔と杉並木」として当地の、杉・蘚苔・残雪・風が選ばれた。また、2009年（平成21年）に出版された日本の観光地を案内する『ミシュラン・グリーンガイド・ジャポン・Guide vert』で、羽黒山杉並木は「わざわざ訪れる価値がある」とされる3つ星の評価を、山形県内で唯一獲得し、日本国内のみならず日本国外からの観光客も多く訪れるなど、今もなお2446段の石段を歩き老杉の並木を行き交う参拝者が途絶えない。

## 交通アクセス
所在地
- 山形県鶴岡市羽黒町手向字羽黒山33番地内[20]

交通
- 山形自動車道庄内あさひインターチェンジより車で30分[40]。
- JR羽越本線鶴岡駅よりバスで約40分。いでは文化記念館前下車[40]